# Wohn- und Geschäftshaus Holstenstraße 7
Das Wohn- und Geschäftshaus Holstenstraße 7, Ecke Nordersteinstraße, in der niedersächsischen Kreisstadt Cuxhaven im Landkreis Cuxhaven stammt vom Anfang des 20. Jahrhunderts.
Aktuell (2024) wird es durch Wohnungen und Läden genutzt.
Das Gebäude steht unter Denkmalschutz (siehe auch Liste der Baudenkmale in Cuxhaven).

## Geschichte und Beschreibung
Die Holstenstraße wurde 1915 nach der Region Holstein benannt. Die anschließende Nordersteinstraße führt als Geschäftsstraße in Süd-Nord-Richtung und wurde nach der Lage nördlich der „Steinburg“ (Schloss Ritzebüttel) benannt.

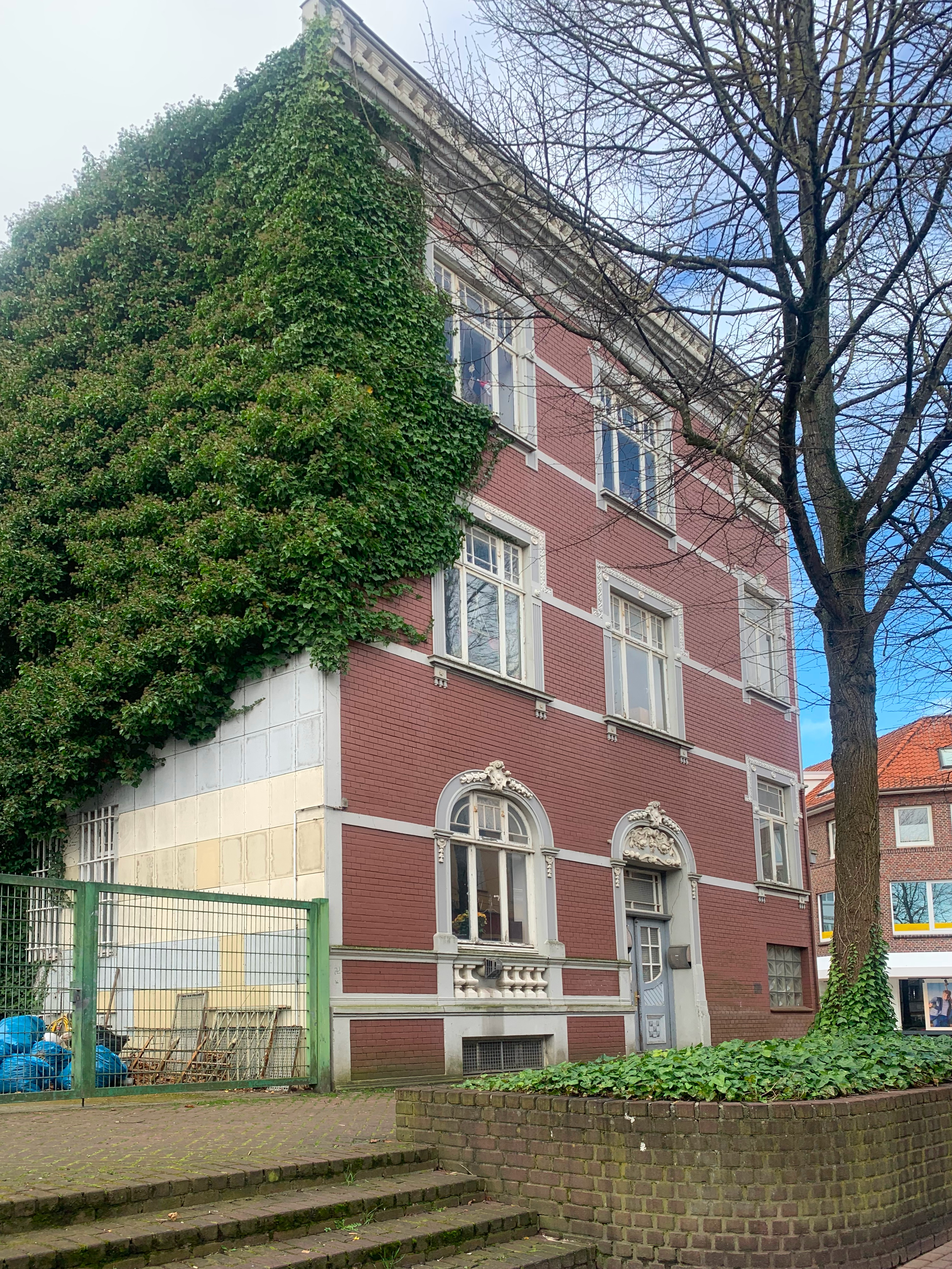

Das dreigeschossige traufständige historisierende verklinkerte Eckgebäude (neben Wohn- und Geschäftshaus Nordersteinstraße 24) mit Flachdach wurde 1905 nach Plänen des Architekten John Polack gebaut. Die Fassade wurde durch Putzbänder, Erker im ersten Obergeschoss an der Nordfassade, Gesimse, Fensterrahmungen, die unmaßstäblich veränderte Ladenzone im EG und den Attikaabschluss mit einer Balusterbrüstung gegliedert.
Das Landesdenkmalamt befand u. a.: „… Der Aufschwung Cuxhavens als Marine- und Seebadstandort um 1900 schlug sich auch in mehreren Stadterweiterungen mit vermehrter Bebauung nieder, die in der Nordersteinstraße und umliegend vor allem Wohn- und Geschäftshäuser des Historismus hervorbrachte.“
Der Architekt Polack entwarf u. a. in Cuxhaven auch das Mehrfamilienhaus Catharinenstraße 55, die Gruppe der Wohnhäuser Karpfanger-/Lappestraße und Kirchenpauerstraße 25 bis 27 sowie das Wohn- und Geschäftshaus Schillerstraße 47.